# William Emerson
William Emerson (Hurworth-on-Tees, 14 de maio de 1701 – 20 de maio de 1782) foi um matemático inglês.
Nasceu em Hurworth-on-Tees, próximo a Darlington, onde seu pai, também um matemático, lecionou em uma escola.
William tinha uma pequena propriedade em Weardale chamada Castle Gate. Possuidor de notável energia e franqueza de discurso, publicou muitas obras singularmente livres de erratas.
No The Principles of Mechanics (1754) mostra um veículo movido a vento, no qual a hélice montada verticalmente fornece energia direta às rodas dianteiras por meio de um sistema de engrenagens. Em mecânica nunca apresentou uma proposição que não tivesse testado anteriormente na prática, nem publicou uma invenção sem primeiro provar seus efeitos por um modelo. Era hábil na ciência da música, na teoria dos sons e nas escalas antigas e modernas; mas nunca alcançou excelência como artista. Morreu em 20 de maio de 1782 em sua terra natal, onde sua lápide contém epitáfios em latim e hebraico .

## Obras
Dentre as obras de Emerson constam:

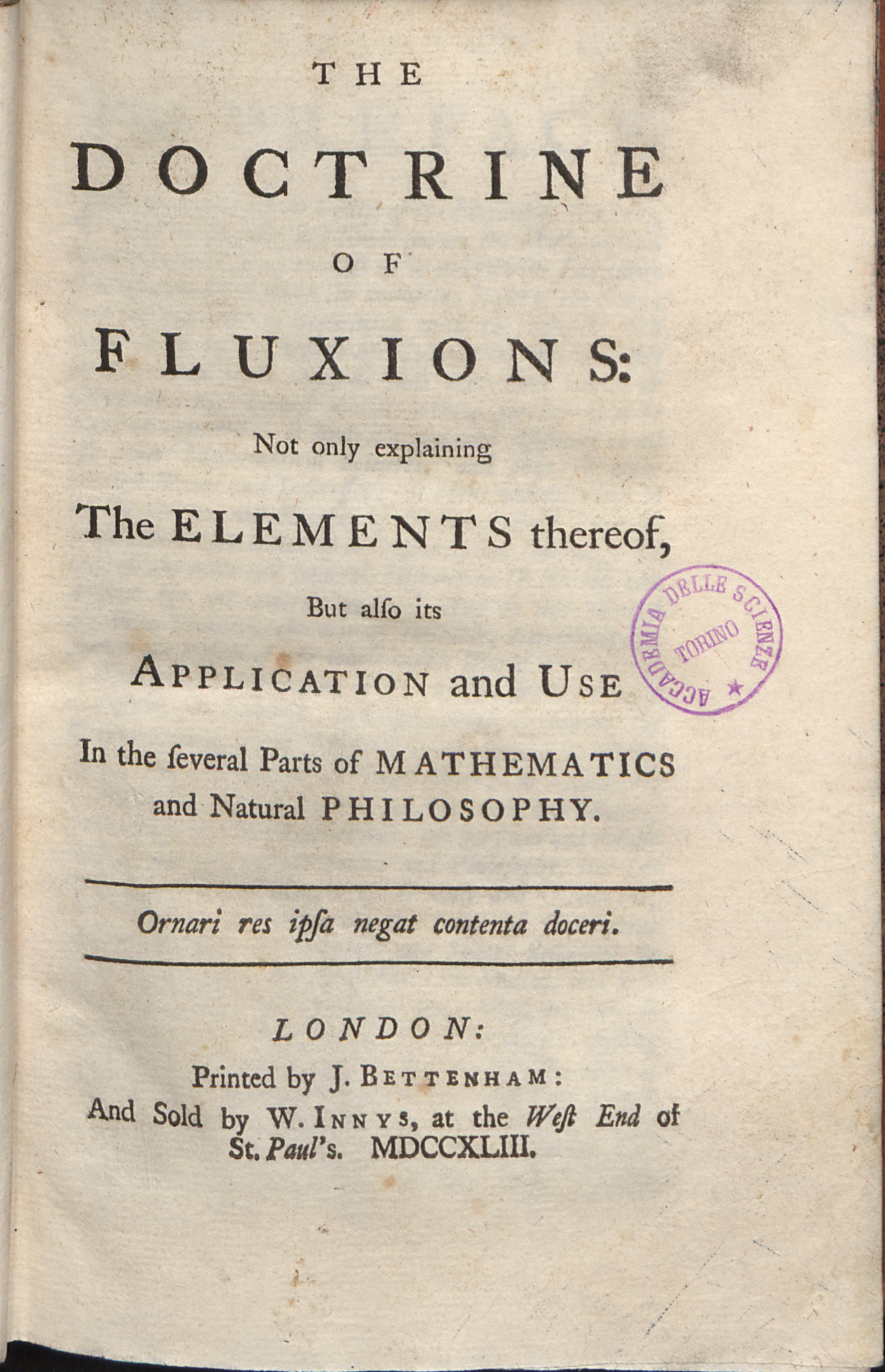
Doctrine of fluxions, 1743

- The Doctrine of Fluxions (1748); 3rd edition (1768)
- The Projection of the Sphere, Orthographic, Stereographic and Gnomical (1749)
- The Elements of Trigonometry (1749); 3rd edition (1788)
- The Principles of Mechanics (1754); 3rd edition (1773)
- A Treatise of Navigation (1755)
- A Treatise of Algebra, in two books (1764)
- The Arithmetic of Infinites, and the Differential Method, illustrated by Examples (1767)
- Mechanics, or the Doctrine of Motion (1769)
- The Elements of Optics, in four books (1768)
- A System of Astronomy (1769)
- The Laws of Centripetal and Centrifugal Force (1769)
- The Mathematical Principles of Geography (1770)
- Tracts (1770)
- Cyclomathesis, or an Easy Introduction to the several branches of the Mathematics (1770), in ten volumes
- A Short Comment on Sir Isaac Newton’s Principia; to which is added, A Defence of Sir Isaac against the objections that have been made to several parts of his works (1770)
- A Miscellaneous Treatise containing several Mathematical Subjects (1776).